# Kabà
Kabà è un'improvvisazione al clarinetto o al violino tipico della musica tradizionale del sud dell'Albania e degli albanesi dell'Epiro. Si può considerare il jazz o il blues albanese, o forse entrambi.
La prima parte è sempre meditativa e lenta concentrata sulle chiavi basse per poi svilupparsi nella seconda parte e diventare un ballo.
La legenda vuole che un clarinettista innamoratissimo di sua moglie vedendola nel letto di morte non riusciva a trattenere le lacrime. La moglie gli disse: "Se proprio vuoi piangere, fallo con il tuo strumento." Nacque il primo Kabà.
Tra i più grandi clarinettisti albanesi noti per i loro Kabà possiamo elencare Laver Bariu, Lulushi, Lela etc.
Dal Kabà prende spunto l'ultimo lavoro discografico di Fanfara Tirana, Kabatronics.